# 252P/LINEAR
252P/LINEAR é um cometa periódico e um objeto próximo da Terra descoberto pelo LINEAR em 7 de abril de 2000. O cometa é da família Terra-Júpiter, ou seja, passa próximo da Terra e de Júpiter. Isto causa perturbações frequentes na órbita considerando uma escala de tempo astronômica.
O cometa foi colocado em uma região próxima da Terra por Júpiter em 1785, antes disso tinha um periélio próximo a Marte entre os anos 1774 e 1785. Ainda antes, tinha um periélio no cinturão de asteroides entre 1607 e 1774 e antes provavelmente era um troiano de Júpiter
Em algum ponto anterior a 1860, 252P/LINEAR se separou de um segundo fragmento menor descoberto em janeiro de 2016, denominado P/2016 BA14 (PANSTARRS) O núcleo do objeto secundário tem entre 60 e 200 metros de comprimento, metade do objeto primário. 252P/LINEAR vai se aproximar a uma distância mínima de 0,0356 UA da Terra em 21 de março de 2016 e P/2016 BA14 (PANSTARRS) vai se aproximar a até 0,0237 UA da Terra em 22 de março de 2016.
Este objeto tem atraído a atenção de astrônomos amadores pois seu brilho aumentou consideravelmente até a magnitude 6, próximo do visível a olho nu em locais escuros durante durante sua passagem próxima a Terra em 2016.